# Esteve (llibert)
Esteve (en llatí Stephanus, en grec Στέφανος) va ser un llibert de Lívia Drusil·la, l'esposa d'August, que va practicar l'art de treballar l'or. En la seva època justament aquest art va adquirir un gran desenvolupament.
Apareix a una inscripció llatina en la que és designat com Aurífex.